# Urie
Urie – jednostka osadnicza w Stanach Zjednoczonych, w stanie Wyoming, w hrabstwie Uinta.